# WebBBS
WebBBS или, в старом написании, WEB-BBS (от Web — Паутина и BBS — Электронная Доска Объявлений) — потомок терминальных BBS, имевших большую популярность в конце 80-х − начале 90-х годов.
В отличие от обычных BBS, WebBBS построена на технологиях Интернет, а не Фидонет, хотя эти виды BBS могут быть и объединены на одной системе.
В список часто используемого программного обеспечения для создания WebBBS входят:
- HTTP-сервер (реализация навигации по сервисам BBS, а также предоставление различной вспомогательной информации по работе BBS)
- NNTP-сервер (служит для распространения эхоконференций. Считается центровым сервисом, представляющим пользователям возможность открытого общения друг с другом)
- POP3/SMTP-сервера (служат для организации личной почты. Дают пользователям возможность приватного общения друг с другом)
- FTP-сервер (даёт пользователям возможность пользоваться файловым архивом, находящимся на сервере, а также закачивать собственные файлы)
- Служба для организации модемного дозвона (например, RASS в Microsoft Windows NT).

WebBBS имеет ряд преимуществ по сравнению с терминальными BBS, делающих WebBBS более привлекательным сервисом как для конечного пользователя, так и для системного оператора:
1. Простота в реализации каких-либо дополнительных нестандартных функций при помощи стороннего ПО.
2. Интеграция с другим сетями (Internet и т.д.) и обмен с ними информацией. Более простой способ создания сети WebBBS.

В настоящее время WebBBS, ориентированные на модемный дозвон,  постепенно отмирают. Получают распространение сервисы, предоставляющие доступ исключительно по интернет-каналам.